# Stanislav Ježek
Stanislav Ježek (* 21. listopadu 1976 Praha) je bývalý český vodní slalomář, kanoista závodící v kategorii C1, a sportovní funkcionář. Má přezdívku Jéža.
Dvakrát se zúčastnil letních olympijských her, v letech 2008 i 2012 dojel v závodě C1 na pátém místě. Na olympiádě v Londýně také startoval společně s kajakářem Vavřincem Hradilkem v závodě deblkánoií, ve kterém skončili na devátém místě. Je držitelem několik medailí z evropských i světových šampionátů, většina jich pochází z týmových závodů hlídek. V letech 1999 a 2011 vyhrál celkové pořadí Světového poháru v kategorii C1.
Závodil za klub USK Praha. Jeho trenérem byl Jiří Rohan.
Od roku 2021 působí jako předseda sekce Divoká voda Českého svazu kanoistů a od roku 2022 i celého svazu.
Žije s přítelkyní Alenou, spolu vychovávají dcery Lucii a Kateřinu. Je zaměstnancem švýcarské společnosti Dartfish, která se zaměřuje na vývoj programů pro videoanalýzu.

## Sportovní úspěchy
Letní olympijské hry
- 5. místo C1: 2008, 2012
- 9. místo C2: 2012

Mistrovství světa
- mistr světa C1 družstva: 2002
- 2. místo C1 družstva: 2006
- 3. místo C1: 2006
- 3. místo C1 družstva: 2003, 2005, 2007, 2010, 2011

Mistrovství Evropy
- mistr Evropy C1 družstva: 2009
- 2. místo C1: 2008
- 2. místo C1 družstva: 2010, 2015
- 3. místo C1 družstva: 2005, 2006, 2011

Světový pohár
- celkový vítěz C1 v letech 1999 a 2011